# Clunio
Clunio is een muggengeslacht uit de familie van de Dansmuggen (Chironomidae).

## Soorten
- C. balticus Heimbach, 1978
- C. californiensis Hashimoto, 1974
- C. marinus Haliday, 1855
- C. marshalli Stone and Wirth, 1947
- C. mediterraneus Neumann, 1966
- C. ponticus Michailova, 1980